# Igor' Lužkovskij
Igor' Georgievič Lužkovskij (in russo Игорь Георгиевич Лужковский?; Leningrado, 18 marzo 1938 – San Pietroburgo, 14 settembre 2000) è stato un nuotatore sovietico.
Specializzato nello stile libero, ha partecipato ai Giochi di Roma 1960, gareggiando nei 100m sl e nelle Staffette 4x100m sl e 4x100m misti.
Era il marito della nuotatrice olimpica Marina Šamal'.